# Іґнацково
Іґнацково (пол. Ignackowo, нім. Natzkau) — село в Польщі, у гміні Ліпно Ліпновського повіту Куявсько-Поморського воєводства.
Населення — 206 осіб (2011).
У 1975-1998 роках село належало до Влоцлавського воєводства.

## Демографія
Демографічна структура станом на 31 березня 2011 року:
|          | Загалом | Допрацездатний вік | Працездатний вік | Постпрацездатний вік |
| -------- | ------- | ------------------ | ---------------- | -------------------- |
| Чоловіки | 101     | 28                 | 67               | 6                    |
| Жінки    | 105     | 33                 | 56               | 16                   |
| Разом    | 206     | 61                 | 123              | 22                   |